# 江湜
江湜（1818年—1866年），字持正，一字弢叔，別署龍湫院行者，江蘇蘇州府長洲縣人，清末政治人物、詩人。

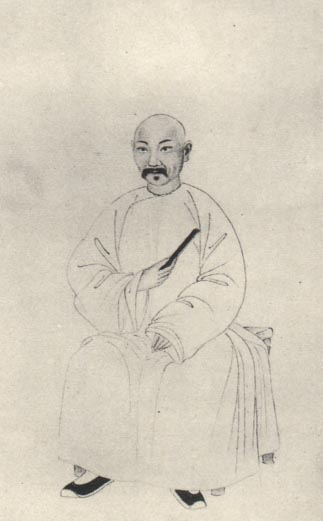
江湜

## 生平
江湜先祖世居徽州府歙縣江村，清朝初期因避瘟疫遷徙蘇州，成為長洲人。江湜高祖江雲，曾祖江仁（字慕村），祖父江廷訓（字客帆）。姑祖母江氏嫁彭希涑，其子彭蘊章即為江湜表丈。江湜本生父江文鳳（字補松），本生母嚴氏。江湜出嗣江文鳳從兄江映鋆（字靜涵，號春巖）為後，嗣母李氏。有弟江浚、江浩、江澄及妹七姑等。
江湜五、六歲時啟蒙，本生父江文鳳受聘於潘世恩家教書，江湜隨其入潘氏鳳池園讀書並學農事。道光十三年（1833年）十六歲時居甫里，師從汪獻玗。十七年（1837年）補府庠生，二十一年（1841年）成為諸生。二十三年（1843年）遊歷京師，以拔貢入太學，同年末到濟南，二十四年（1844年）成為山東學政殷壽彭幕僚，二十六年（1846年）夏回蘇州，同年十一月到福州，成為表丈福建學政彭蘊章幕僚，二十九年（1849年）五月回鄉，期間參加鄉試不第。咸豐三年（1853年）再到福州成為福建學政李聯琇幕僚，四年（1854年）辭去幕僚職，仍留福州，六年（1856年）秋回鄉。七年（1857年）由彭蘊章所贈金捐納為從九品官，入浙江試用。期間清廷與太平天國戰事白熱化。十年（1860年）為浙江鹽運使兼浙江按察使繆梓從事，二月太平軍破杭州府城，繆梓身死，江湜打算自殺殉難，幸被僧人靜修所救，並助其逃出浙江。回鄉後，四月太平軍破蘇州府城，江湜奉本生父母命攜弟江澄出逃至浙江，十一月在溫州避難時得知本生父母及妹妹在家鄉遇難。十一年（1861年）冬由浙入閩，同治元年（1862年）三月在福州將自己詩作整理付梓刻成《伏敔堂詩錄》十五卷，由詩友趙之謙題字，彭蘊章、徐宗幹等題序，二年（1863年）留福州，三年（1864年）任浙江樂清縣長林場鹽課大使，同行有著送行詩一卷，四年（1865年）赴杭州，為薛時雨下屬，同年冬轉佐海運事。同治五年（1866年）七月江湜病逝於杭州，墓碑上刻有：“清故詩人江弢叔之墓”。弟江澄在其身後將其遺稿刊刻為《伏敔堂詩續錄》。

## 家族
夫人陳氏；繼妻白氏，有一女阿福。無子，以弟江澄子江遲（原名國璋，字俊之，一字進之、晉之、鏡止，號遲鴻，晚號智進居士，1869-1934）為嗣。江遲對財政有研究，受陸鍾琦、姻戚蔣楙熙、韓國鈞及吳縣縣長王納善等倚重，歷任江蘇財政部門要職。江遲著有《江弢叔年譜》，已佚。

## 詩學及評價
江湜作詩取材寬廣，體裁豐富，追求創新獨創，以真情感人，語言通俗化為特色。其生平經歷道光年間西方列強入侵及咸豐年間太平天國動亂，在詩作中記錄下時局變遷，民生艱苦，及各種生死離別之情等，具有“詩史”價值。而其三次入閩經歷與詩學交流，也影響晚清福建詩壇的變化。對其詩學風格及成就評述，陳衍《石遺室詩話》稱其為“咸、同間一詩雄也”，鄭孝胥《海藏錄詩集》稱“近日獨推伏敔堂，筆力精深語能淺”，錢鍾書《談藝錄》譽其為“霸才健筆”。